# Ar Condicionado (filme)
Ar Condicionado é um filme de drama com origem Angolana dirigido por Fradique e produzido pelo Jorge Cohen e teve a sua data de lançamento 6 de Junho de 2020.
Ar Condicionado é o primeiro filme da Angola a ser selecionado no Festival we are one..

## Sinopse
Quando os ares condicionados começam misteriosamente a cair dos apartamentos na cidade de Luanda, Matacedo e Zezinha, um guarda e uma empregada doméstica, tem a missão de recuperar o aparelho do chefe. Essa missão leva-os à loja de materiais eléctricos do Kota Mino, que está a montar em segredo uma complexa máquina de recuperar memórias.

## Elenco
| Ator/Atriz         | Personagem |
| ------------------ | ---------- |
| José Kiteculo      | Matacedo   |
| Filomena Manuel    | Zezinha    |
| David Caracol      | Mino       |
| Tito Spyck         | Tito       |
| Filipe Kamela Paly | Filipe     |
| Wilson Madradas    | Wilson     |

## Curiosidade
Ar Condicionado é o primeiro filme a vencer o prêmio da Unitel Move na categoria de longa metragem.